# La Venere di Willendorf
La Venere di Willendorf è un film del 1997 diretto da Elisabetta Lodoli.

## Trama
Marito e moglie in vacanza in una villa sul mare, ricevono la visita della cugina della moglie che è in sovrappeso e soffre di bulimia che, passa il tempo a mangiare e a vomitare.